# Oligosita iucunda
Oligosita iucunda är en stekelart som beskrevs av Girault 1920. Oligosita iucunda ingår i släktet Oligosita och familjen hårstrimsteklar. Inga underarter finns listade i Catalogue of Life.